# کشتن اسامه بن لادن

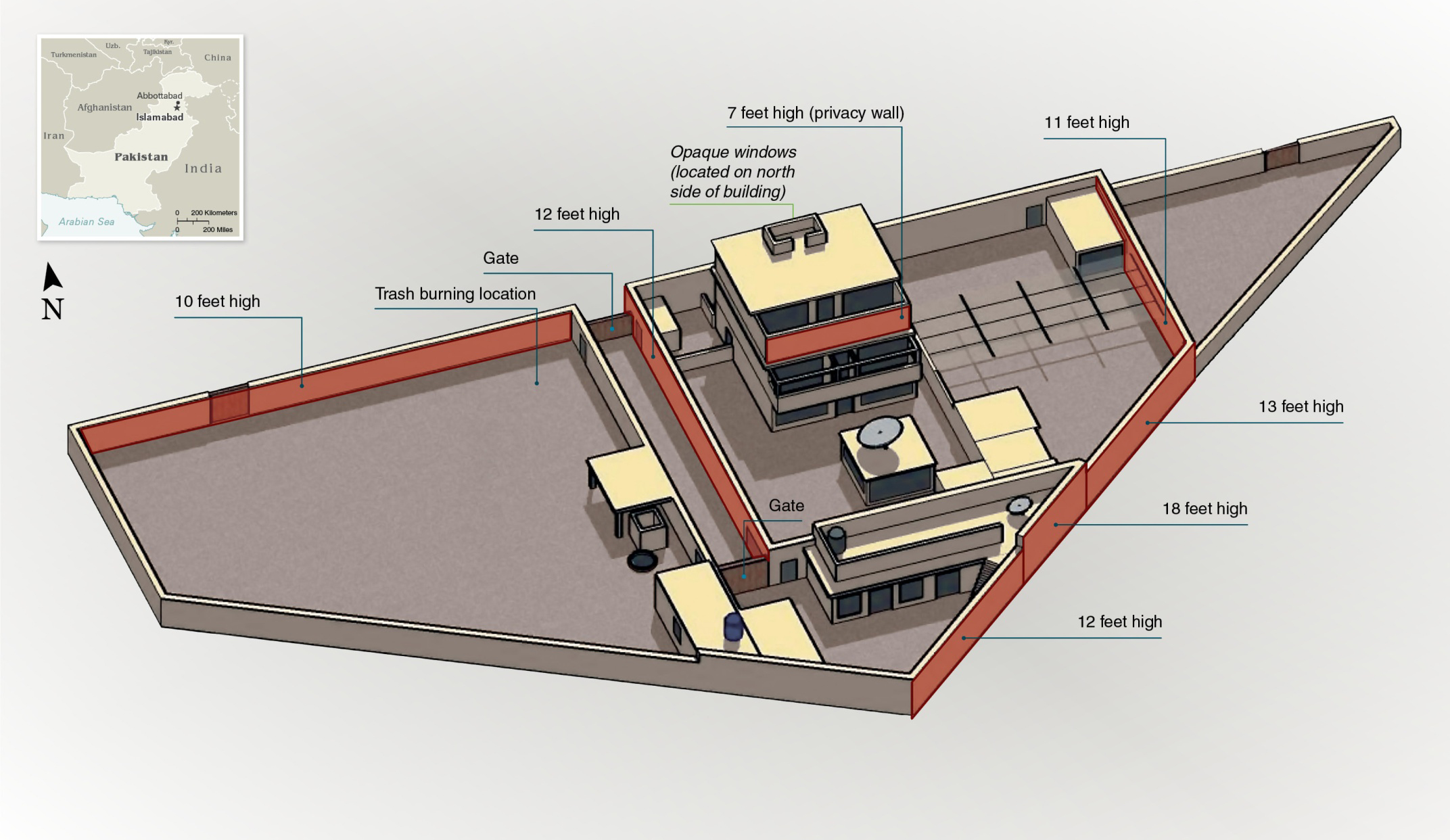
نقشه مکان زندگی بن لادن

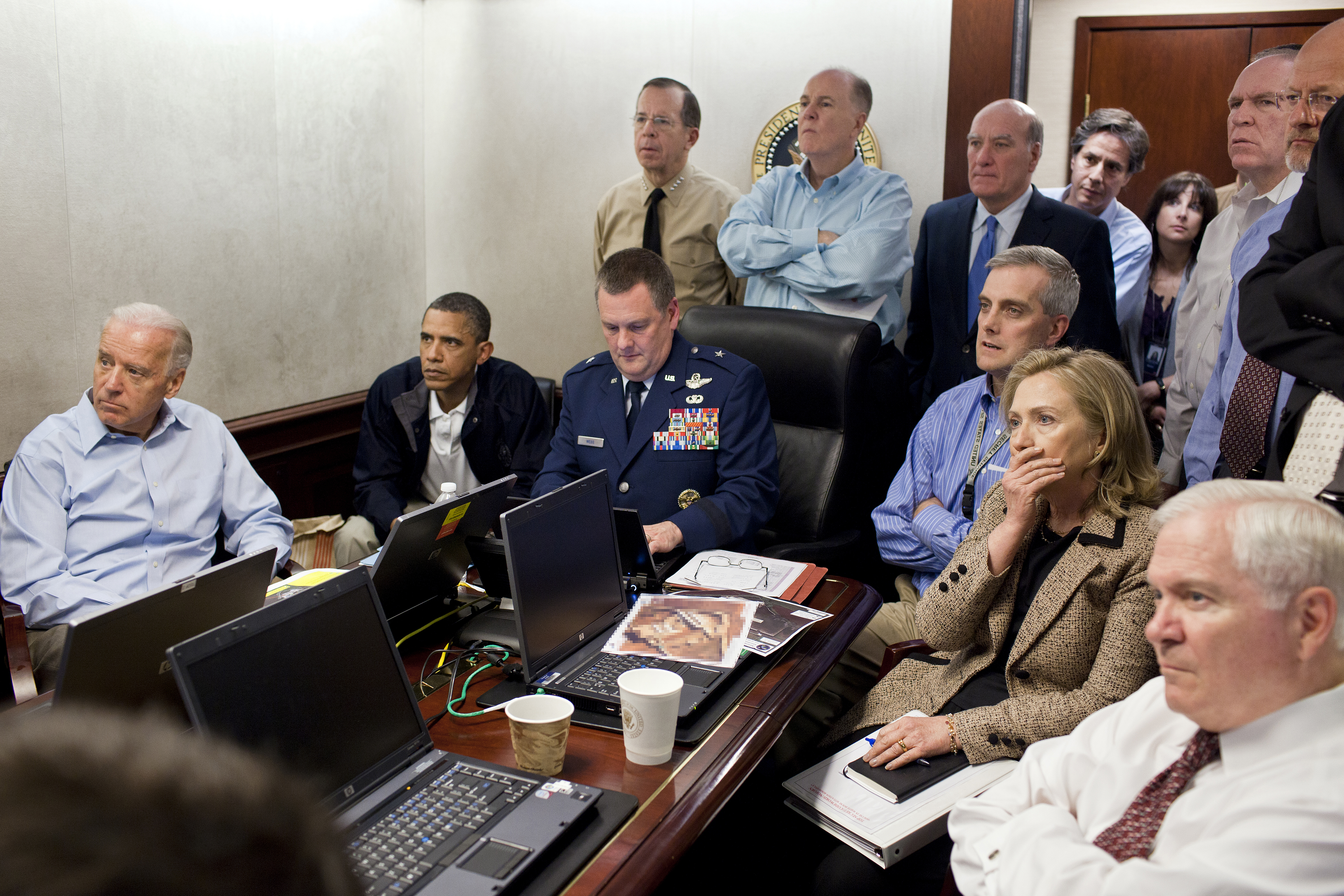
عکس اتاق وضعیت از اعضای شورای ملی امنیت ایالات متحده آمریکا در حال تماشای عملیات به صورت زنده.

با دستور باراک اوباما رئیس‌جمهور وقت ایالات متحده آمریکا، اسامه بن لادن رهبر گروه القاعده در تاریخ ۱ مهٔ ۲۰۱۱ ساعت ۱۷ به وقت گرینویچ توسط نیروهای نظامی آمریکایی در ایبت‌آباد و در جریان تیراندازی در تأسیساتی در داخل خاک پاکستان کشته شد. در این عملیات، شخص بن لادن با اسم رمزی جرونیمو شناخته می‌شد. این عملیات به نام عملیات نیزه نپتون (Operation Neptune Spear) شناخته می‌شود.
باراک اوباما، رئیس‌جمهوری آمریکا در کاخ سفید و در شامگاه ۱ مه ۲۰۱۱ اعلام کرد که اسامه بن‌لادن، توسط ارتش آمریکا کشته شده است. او پس از حملات ۱۱ سپتامبر ۲۰۰۱ به مدت ۱۰ سال تحت تعقیب بود. باراک اوباما همچنین گفت: 
کسب اطلاعات در رابطه با بن لادن در ماه اوت گذشته افزایش یافت و نهایتاً هفته گذشته ما اطلاعات کافی را در مورد محل پنهانی اسامه بن لادن به دست آوردیم و نیروهای آمریکایی حمله‌ای را در پاکستان انجام دادند و باعث کشته شدن بن لادن شدند. ما هم‌اکنون جسد بن لادن را در اختیار داریم.
بعد از اعلام خبر مرگ بن‌لادن مردم بعضی از شهرهای آمریکا به شادی پرداختند.

## پیش برد عملیات
برخی از زندانیانی که اطلاعات جامع و قابل استفاده‌ای دربارهٔ واسطه‌ای که سیا را به محل اسامه بن‌لادن رساند در اختیار ما گذاشتند، تحت روش‌های پیش‌رفته بازجویی قرار داشتند. با این همه لازم به تذکر است که هیچ‌یک از این زندانیان تحت بازداشت و مؤاخذه توسط «سیا»، نام و جزئیات مربوط به رابط بن‌لادن را در اختیار مأموران ما نگذاشتند، بلکه این اطلاعات از طرق دیگری به دست ما رسیده است». 
بخشی از نامهٔ رسمی لئون پانه‌تا، رئیس وقت سازمان اطلاعات مرکزی آمریکا به سناتور جمهوری‌خواه جان مک‌کین.

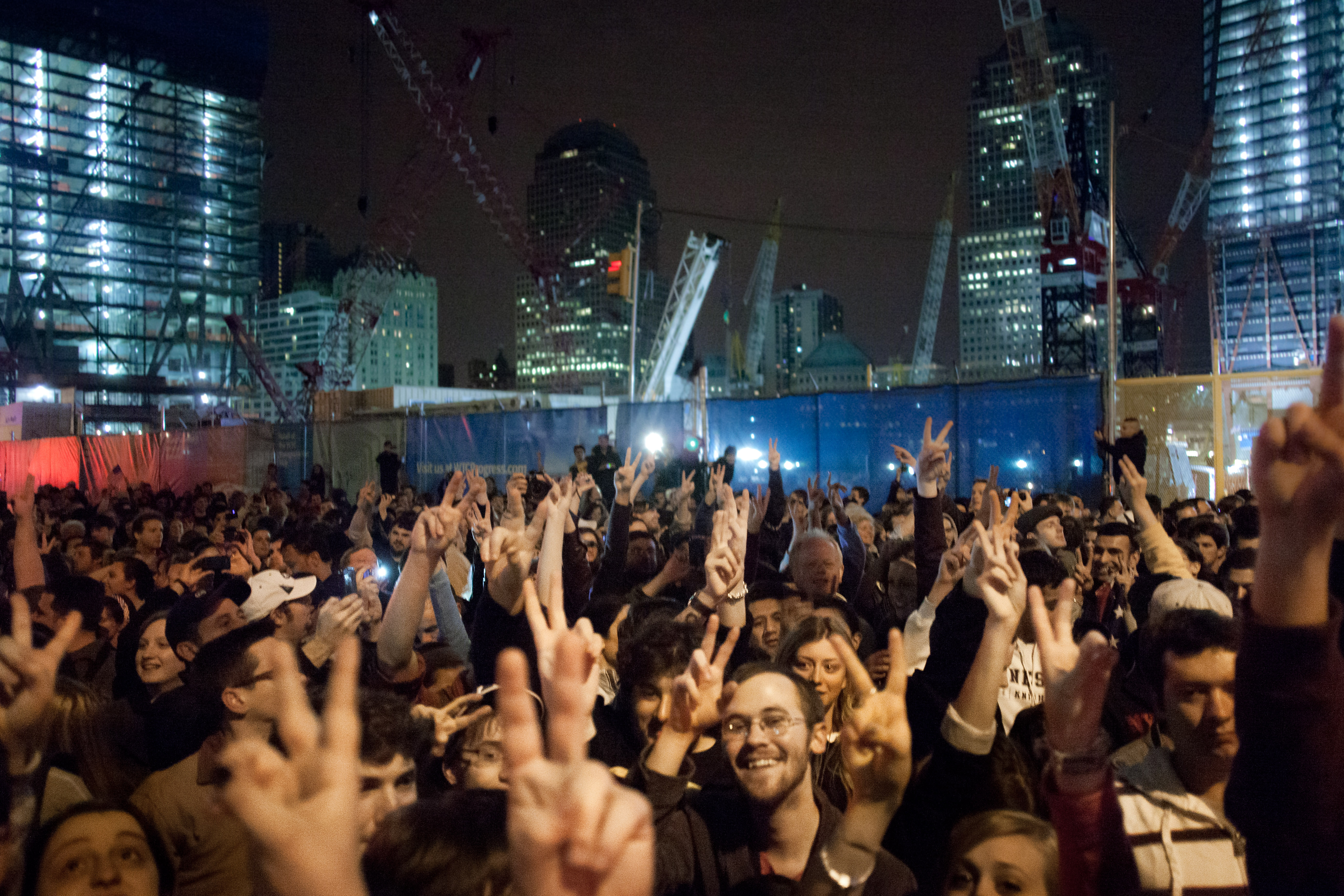
تجمع در Zero Ground پس از اعلان کشته شدن اسامه بن لادن

بنا بر گزارش‌های رسمی، خانهٔ مسکونی بن لادن واقع در ابیت آباد (پنجاه کیلومتری شمال شرقی اسلام‌آباد) از ماه اوت ۲۰۱۰ تحت نظر سازمان‌های اطلاعاتی آمریکا بود. رهبری عملیات در دست مرکز فعالیت‌های ویژه سازمان سیا و با همکاری فرماندهی مشترک عملیات ویژه وابسته به ستاد فرماندهی عملیات ویژه ارتش ایالات متحده آمریکا قرار داشت که وظیفه‌اش هماهنگی تمامی گروه‌های ضربت ایالات متحده است. اجرای عملیات به وسیله یگان ویژه نیروی دریایی ایالات متحده آمریکا انجام گردید.
در ساعات اول روز دوشنبه ۱۲ اردیبهشت ۱۳۹۰ که فرمان حمله صادر شد، اعضای شورای ملی امنیت ایالات متحده آمریکا در اتاق وضعیت کاخ سفید در واشینگتن به صورت زنده پای تلویزیون شاهد پیشروی عملیات بودند. دو گروه ضربت، متشکل از ۲۵ نفر در هر گروه، وارد صحنه شدند. یکی از دو گروه در حالت رزرو و آماده باش بود. وسیله ترابری «اسکادران سرخ» در جمع دو بالگرد یواچ-۶۰ بلک هاوکِ رادارگریز، مجهز به فناوری رادارگریز و صدا خفه کن به همراه دو فروند بالگرد شینوک جهت انجام امور پشتیبانی، ارتباطی و فرماندهی عملیات و حمل تعدادی نیروی ذخیره بود. همچنین جت‌های جنگندهٔ اف ۱۶ آمریکایی در نزدیکی محل عملیات در حال گشت‌زنی و آماده‌باش بوده‌اند. وظیفهٔ آن‌ها پشتیبانی و حفاظت از بالگردها و در صورت نیاز، درگیری احتمالی با جنگنده‌های پاکستانی بود. در این عملیات مجموعاً ۷۹ کماندو و یک سگ آموزش‌دیدهٔ نظامی از نژاد مالینوا شرکت داشته‌اند.
در حمله «تیم ۶» یگان ویژهٔ نیروی دریایی ایالات متحده آمریکا، اسامه بن لادن «سه بار از ناحیهٔ سر» مورد شلیک قرار گرفت و «مغزش متلاشی» شد. خبر این موضوع را پانتا، وزیر امور خارجه وقت آمریکا، با عبارت "Geronimo EKIA, enemy killed in action" به اطلاع سایرین رساند.

## واکنش‌ها
- سازمان فلسطینی حماس، که نوار غزه را در کنترل خود دارد، بن لادن را یک «مجاهد عرب» نامید و کشته شدن او را محکوم نمود[۹] و در این باره اظهار داشت:

ما ترور و قتل یک مجاهد عرب را محکوم می‌دانیم و دعا می‌کنیم رحمت خداوند شامل حال او و تمامی مؤمنان و شهیدان باشد.

 اما تشکیلات خودگردان فلسطین مستقر در کرانه باختری کشته‌شدن اسامه بن لادن را اقدامی مؤثر در تقویت صلح دانست.
- جمهوری اسلامی ایران این خبر را کذب خواند.[۱۱] و خبرگزاری فارس در گزارشی به نقل از رئیس کمیسیون امنیت ملی و سیاست خارجی مجلس شورای اسلامی ایران نوشت که «آمریکایی‌ها بارها بن لادن را کشته‌اند» و «این خبر تازگی هم ندارد.»[۱۲] جورج بوش رئیس‌جمهور اسبق ایالات متحده این عملیات را به نیروهای نظامی و اطلاعاتی تبریک گفت[۱۳] ایران نیز ابراز امیدواری کرد که این موضوع به جنگ و کشتار بی‌گناهان و ناآرامی‌ها پایان دهد.[۱۴] ریچارد بلومنتال سناتور آمریکایی و عضو کنگره آمریکا گفت: از بین بردن این دشمن دموکراسی و آزادی یک پیروزی تاریخی برای ملت ما است و نشانگر نقطه عطف مهمی در جنگ با تروریسم است.[۱۵]

## ابهامات مرگ بن لادن
برخی افراد و رسانه‌ها در مورد مرگ بن لادن ابهاماتی را مطرح کردند. عده‌ای معتقدند که وی قبل از این عملیات درگذشته بود و عده‌ای این نظریه را مطرح می‌کنند که وی زنده است.
برکان یاشار مأمور سابق سی‌آی‌ای که در ترکیه زندگی می‌کند ادعا کرد بن لادن در سال ۲۰۰۶ به مرگ طبیعی از دنیا رفته و آمریکا نقشی در مرگ وی نداشته است.

### ادعای دیلی تلگراف (سیمور هرش)
«دیلی تلگراف» روز ۲۰ می ۲۰۱۵ در صفحهٔ نخستِ خود نوشت: «عثمان خالد،» افسر سابق ارتش پاکستان، شخصی است که گمان می‌رود، اطلاعات مربوط به محل اختفای بن لادن را به سازمان اطلاعات آمریکا داده است. «سیمور هرش» روزنامه‌نگار آمریکایی، داستانِ آمریکا دربارهٔ ماجرای قتل بن لادن را مردود دانست. به گفتهٔ هرش، «بن لادن» نزد سازمان اطلاعات پاکستان در بازداشت بود و این مسئله با ادعای سازمان اطلاعات آمریکا مغایرت دارد، زیرا سازمان اطلاعات آمریکا ادعا می‌کند که پس از گردآوری اطلاعات به محل اختفای بن لادن در پاکستان دست یافت و او را به قتل رساند. به نوشتهٔ دیلی تلگراف، هرش بر این باور است که یک خبرچینِ پاکستانی، در قبالِ پاداشی ۲۵ میلیون دلاری و گرفتن تابعیت آمریکایی، به سازمان اطلاعات آمریکا اطلاعاتی داده است.

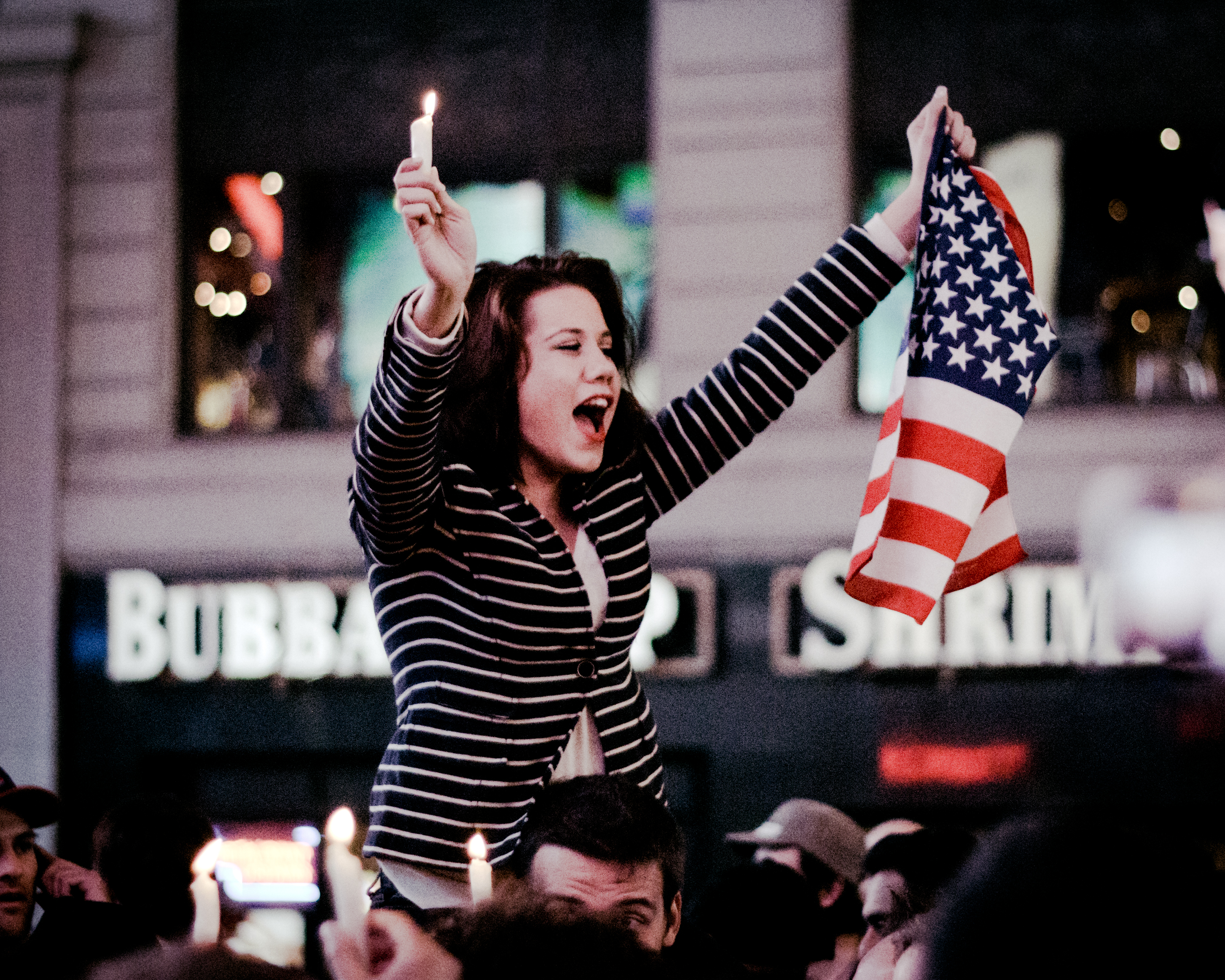
یک زن در جشن مرگ اسامه بن لادن در میدان تایمز

اما کاخ سفید، اطلاعات منتشر شده دربارهٔ خبرچینِ پاکستانی و کمکِ او در قتل بن لادن را غیردقیق و فاقد سند و مدرک توصیف کرد.

## سری بودن عملیات

هیلاری کلینتون وزیر امور خارجه پیشین آمریکا در ژوئن ۲۰۱۴ در کتاب خاطرات خود به نام «انتخاب‌های دشوار» فاش ساخت که به دلیل روابط نزدیک برخی عناصر سازمان اطلاعات پاکستان درمیان شبه‌نظامیان طالبان و القاعده، آمریکا تصمیم گرفت تا حمله محرمانه برای ترور اسامه بن لادن را به اطلاع مقامات پاکستان نرساند. وی در کتابش نوشت:
مقامات بلندپایه آمریکایی شامل باراک اوباما، رئیس‌جمهور وقت و رابرت گیتس، وزیر دفاع پیشین آمریکا بحث‌های مفصلی دربارهٔ مسئله حمله محرمانه برای ترور اسامه بن لادن کرده بودند و امکان اینکه پاکستان با استفاده از این فرصت دست به حمله به هند بزند را در نظر گرفته بودند. اما در نهایت تصمیم گرفته شد که این حمله به اطلاع پاکستان رسانده نشود. پاکستان در لفظ متحد آمریکا در مبارزه با تروریسم است و روابط ما با پاکستان پیش از آن نیز آسیب دیده بود، اگر ارتش پاکستان که همواره از بابت حمله ناگهانی نگران است درمی‌یافت که در حریم هوایی این کشور یک حمله محرمانه انجام شده است این امکان وجود داشت که آن‌ها با زور این اقدام را پاسخ دهند. ما در این خصوص بحث کردیم که پیش از حمله آن را به اطلاع پاکستان برسانیم تا جلوی این سناریو و فروپاشی کامل روابط را بگیریم. با این حال همان‌طور که رابرت گیتس اغلب به ما یادآوری می‌کرد همکاری پاکستان با آمریکا برای تأمین سربازان ما در افغانستان و تعقیب دیگر تروریست‌ها در مناطق مرزی دو کشور ضروری است. من در سال‌های پیش از آن انرژی و زمان زیادی را برای روابط کشورمان با پاکستان سرمایه‌گذاری کردم و می‌دانستم که اگر ما اطلاعات را در اختیار آن‌ها نگذاریم تا چه میزان آن‌ها ناراحت خواهند شد اما من همچنین می‌دانستم که عناصری در سازمان اطلاعات پاکستان دارای روابط نزدیک با القاعده، طالبان و دیگر افراط‌گرایان هستند. ما پیش از این نیز از افشای اسرار آسیب دیده بودیم و خطر از بین رفتن کل عملیات بسیار زیاد بود. شاید به خاطر سرخوردگی از تعامل با فریبکاری و تزویر بیش از حد از سوی برخی محافل در پاکستان یا خاطرات همچنان تلخ آوارهای برج‌های تجارت جهانی در منهتن بود اما من به هیچ وجه نمی‌توانستم اجازه دهم که آمریکا بهترین فرصت خود را برای کشتن بن لادن از زمانی که او را در منطقه تورابورای افغانستان در سال ۲۰۰۱ از دست داد از دست بدهم. در یک مقطع یکی از مقامات بلندپایه دولت پرسید که آیا لازم است ما نسبت به آسیب غیرقابل جبران به شرافت ملی پاکستان نگران باشیم؟ اما شرافت ملی ما چه می‌شود؟ من با عصبانیت این را به خود گفتم "پس کشتگان ما چه می‌شوند؟ مردی که ۳۰۰۰ فرد بی‌گناه را کشته چه شود؟"

کلینتون در انتها نوشت: عملیات کشتن بن لادن به تهدید تروریسم و شکست ایدئولوژی نفرت‌انگیزی که به آن دامن می‌زند نینجامید. این مبارزه همچنان ادامه دارد با این حال این عملیات لحظه‌ای مهم در تاریخ مبارزه طولانی‌مدت آمریکا علیه القاعده بود.

## آثار مرتبط

### فیلم سینمایی
در سال ۲۰۱۳ فیلمی سینمایی به نام سی دقیقه پس از نیمه‌شب یا سی دقیقه بامداد (به انگلیسی: Zero Dark Thirty) اکران شد. یک فیلم درام تاریخی آمریکایی به کارگردانی کاترین بیگلو و نویسندگی مارک بول است که بر اساس «داستان بزرگ‌ترین تعقیب یک جنایتکار در تاریخ برای خطرناک‌ترین مرد جهان» نوشته شده است. در این فیلم داستان عملیات یافتن و قتل اسامه بن لادن رهبر القاعده توسط ایالات متحده آمریکا به تصویر کشیده شده است. این فیلم توسط بول، بیگلو و مگان الیسون تهیه شده است.
در شرح داستان فیلم آمده است که در ۱۱ سپتامبر ۲۰۰۱ بیش از سه هزار نفر در جهنمی از دود و آتش زنده به گور شدند در حالی که فقط صدای فریاد التماسشان در پشت گوشی‌های همراه باقی مانده بود. از همان موقع تلاش‌های پیگیرانه‌ای برای پیدا کردن مسئولان این حادثه و به خصوص بن لادن آغاز شد. سازمان جاسوسی آمریکا برای یافتن رهبر القاعده تمام تلاش خود را بکار می‌گیرد اما پیدا کردن این شخص که بیشتر عمرش را مثل یک شبح زندگی کرده سخت‌تر از آنی است که در ابتدا می‌پنداشته‌اند…
این فیلم کاندیدای ۴ اسکار (کاندیدای اسکار بهترین تدوین-کاندیدای اسکار بهترین فیلمنامه غیر اقتباسی-کاندیدای اسکار بهترین بازیگر نقش اول زن-کاندیدای اسکار بهترین فیلم) در سال ۲۰۱۳ شد.